# 鄭允璋
鄭允璋（？年—？年），字德卿，號少白，福建福州府閩縣人，民籍。明朝政治人物。

## 生平
正德十一年（1516年）丙子科福建鄉試舉人，嘉靖五年（1526年）丙戌科第二甲第八十四名進士。授刑部主事，官江西建昌府同知。

## 著作
著有《鄭少白诗集》。

## 家族
高祖鄭鐸；曾祖父鄭城；祖父鄭天與：父鄭汝美，弘治癸丑进士，官户部郎中。